# 2,4-다이메톡시벤즈알데하이드
2,4-다이메톡시벤즈알데하이드(영어: 2,4-dimethoxybenzaldehyde, DMBA)는 플로로탄닌을 구체적으로 정량화하는 데 사용되는 시약이다. 2,4-다이메톡시벤즈알데하이드는 1,3- 및 1,3,5-치환된 페놀(예:플로로탄닌)과 특이적으로 반응하여 유색의 생성물을 형성한다.

## 같이 보기
- 다이메톡시벤즈알데하이드
- 2,5-다이메톡시벤즈알데하이드
- 3,4-다이메톡시벤즈알데하이드 (베라트르알데하이드)